# مطار فيليبي أنجيليس الدولي
مطار فيليبي أنجيليس الدولي هو مطار دولي يخدم مدينة مكسيكو، المكسيك. أفتتح في 21 مارس 2022.